# Garfield e i suoi amici
Garfield e i suoi amici (Garfield and Friends) è una serie televisiva a cartoni animati prodotta da Film Roman e creata dallo stesso autore del fumetto Jim Davis, ispirato ai personaggi delle strisce comiche Garfield e U.S. Acres (in Europa Orson's farm). La serie è stata trasmessa sulla rete CBS con tre episodi alla volta per un totale di 121 puntate da 22 minuti. L'edizione italiana è stata trasmessa per la prima volta su RaiSat 2.

## Gli amici di Garfield
- Odie, il cane
- Jon, il padrone di Garfield e Odie
- Pooky, l'orsacchiotto
- Orson, il maiale
- Wade, il papero
- Roy, il gallo
- Bo, la pecora
- Lanolina, la pecora
- Booker, il pulcino
- Sheldon, il pulcino sempre con un uovo chiuso

## Doppiaggio
L'edizione italiana è stata doppiata da due cast di voci differenti, uno per la serie a cura di Bruna Bertani ed un altro per gli episodi speciali pubblicati in VHS dalla Fabbri Editore.
Il doppiaggio della serie è stato effettuato presso la Royfilm, con la collaborazione della DEA 5, sotto la direzione di Renato Cortesi e Danilo De Girolamo (il quale doppia anche il personaggio di Roy) e con i dialoghi di Rodolfo Cappellini, Luigi Calabrò, Daniela Pulci Redi, Edoardo Salerno e Deddi Savagnone, mentre i testi delle canzoni e la direzione musicale sono di Ermavilo. Invece quello dedicato agli speciali è stato effettuato presso lo studio Cometa, con la collaborazione del Gruppo Trenta, sotto la direzione di Tiziana Valenti e la direzione musicale di Mauro Viscardi.
| Personaggio  | Doppiatore originale | Doppiatore italiano                                               |
| ------------ | -------------------- | ----------------------------------------------------------------- |
| Garfield     | Lorenzo Music        | Rodolfo Baldini                                                   |
| Jon Arbuckle | Thom Huge            | Mauro Gravina                                                     |
| Orson        | Gregg Berger         | Stefano Onofri                                                    |
| Wade         | Howard Morris        | Mino Caprio                                                       |
| Roy          | Thom Huge            | Danilo De Girolamo                                                |
| Booker       | Frank Welker         | Ilaria Latini                                                     |
| Lanolin      | Julie Payne          | Graziella Polesinanti (dialoghi) Maria Cristina Brancucci (canto) |